# Лакомб, Жорж (художник)
Жорж Лако́мб (фр. Georges Lacombe; 18 июня 1868, Версаль — 29 июня 1916, Алансон) — французский художник и скульптор-символист, член группы «Наби».

## Жизнь и творчество
Родился в интеллигентной и состоятельной семье. Мать — художница Лаура-Бонамур Лакомб (1834—1924). Первым его учителем рисования была мать. Затем живопись и скульптуру изучал в парижской академии Жюлиана, где его учителями были импрессионисты Альфред-Филипп Ролль и Анри Жерве. С 1888 по 1897 г. проводит лето в Камаре (Финистер), в тесном кружке художников и писателей. В 1892 г. знакомится там с Серюзье, а год спустя участвует в выставке наби. Серюзье занимается оформлением мастерской Лакомба в Версале (к сожалению, композиции эти утрачены); Лакомб же выполняет большие панно для салона Габриель Венгнер — аллегорические изображения четырех времен года. Сохранились работы, посвященные весне и осени.
После того, как художник в 1892 году вступил в группу «наби», он познакомился с такими мастерами, как Эмиль Бернар и Поль Серюзье. Годом позже произошла встреча Лакомба с Полем Гогеном, резьба по дереву которого (с элементами символистского искусства) оказала влияние на скульптурное творчество самого Лакомба. Свидетельство его незаурядного мастерства — кровать, украшенная четырьмя панно, где символически изображены любовь, рождение человека, смерть и сон. Это удивительное произведение, по словам Агнес Гумберт, напоминает маорийскую скульптуру и предвосхищает абстракцию, оно было предметом восторга Пауля Клее. Как и многие художники своего времени, он многие годы (с 1888 по 1897) проводил летние месяцы в Бретани, на этюдах (в Камаре-сюр-Мер).
Будучи также и скульптором, Ж. Лакомб получил от современников прозвище «Le Nabi sculpteur» (скульптор Наби), и рядом критиков вообще воспринимался лишь как успешный скульптор. В 1905 г. по мотивам стихов Бодлера Лакомб выполняет три барельефа («Проклятые женщины»). В свободное время Жорж Лакомб делился своим опытом скульптора в стенах Académie Ranson; известно, что в 1909-м Лакомб изваял бюст Поля-Элье Рансона (Paul-Elie Ranson).
Скончался Жорж Лакомб 29 июня 1916-го; на момент смерти Жоржу было 48 лет. Причиной смерти Лакомба стал туберкулёз.

## Дополнения
- Работы Ж. Лакомба в музее Орсе
- Artcyclopedia: Жорж Лакомб

## Галерея
- Бухта, 1892
- Синее море, волны, 1893
- Портрет Поля Серюзье, 1894
- Женщины проклятия, барельеф
- Исида, 1895
- Пейзаж 1894
- Лес красного солнца, 1891
- Дубы и ягодные кусты
- Вехи жизни, 1892
- Три бретонки в лесу
- Существование, 1894-1896